# 110-talet f.Kr.

## Händelser
- 115 f.Kr. - Kungariket Saba går under.
- 111 f.Kr. - Staden Rom ödeläggs av en brand.

## Födda
- 115 f.Kr. - Marcus Licinius Crassus, romersk fältherre och statsman.
- Titus Pomponius Atticus, romersk riddare.

## Avlidna
- 116 f.Kr. - Kleopatra II, drottning i Ptolemeiska riket.
- 116 f.Kr. - Ptolemaios VIII Euergetes, kung i Ptolemeiska riket.